# حسين عبد الرازق
حسين عبد الرازق هو سياسي وكاتب صحفي مصري وزوج الكاتبة الصحفية المصرية فريدة النقاش. يعد أحد أقطاب اليسارية في مصر.

## المولد والنشاة
ولد لأسرة متوسطة الحال في محافظة أسوان، انتقل مع العائلة إلى القاهرة ليكمل تعليمه هناك، وتخرج في الجامعة ونال درجة البكالوريوس في العلوم التجارية (المحاسبة والإدارة والاقتصاد) سنة 1984م من جامعة الزقازيق (فرع بنها).

## حياته العملية
انتمى إلى تنظيمات سياسية تقدمية نادت بالمساواة والحرية والعدالة الاجتماعية، وانتهى به المطاف في حزب التجمع عام 1976. بدأ حياته العملية صحفيًّا في جريدة «الاشتراكي» التي كانت تصدر عن الاتحاد الاشتراكي العربي، ثم عمل في جريدة الجمهورية ضمن مركز الأبحاث، وكتب الكثير من التحليلات والدراسات والتحقيقات الصحفية حول قضايا عربية وأفريقية عديدة، ثم انتقل إلى جريدة «الأخبار»، وكان أحد مؤسسي منبر اليسار الذي تحول إلى «حزب التجمع الوطني التقدمي الوحدوي».
شغل منصب رئيس مجلس إدارة صحيفة الأهالي الصادرة عن حزب التجمع، وهو مؤسس مجلة اليسار، واختير في لجنة الخمسين لتعديل الدستور 2013. كما كان عضو المكتب السياسي لحزب التجمع ورئيس مؤسسة خالد محيي الدين الثقافية.

## من مؤلفاته
له إصدارات أهمها كتابه: «الأهالي.. صحيفة تحت الحصار» الصادر سنة 1994 عن دار العالم الثالث، والذي وثق فيه تجربة الصحيفة اليسارية الصادرة عن حزب التجمع خلال الفترة بين 1978 و1988. كما له مؤلفات سياسية عدة آخرها «الأحزاب والطريق إلى الديمقراطية».

## وفاته
وافته المنية يوم الخميس 30 أغسطس 2018 بمستشفى القوات المسلحة بالمعادي عن عمر ناهز 81 عامًا بعد صراع مع المرض.

## وصلات خارجية
- اتحاد كتاب مصر ناعيًا حسين عبد الرازق
- اتحاد الكتاب العرب ينعى حسين عبد الرازق